# Première chaîne (Géorgie)
Pour les articles homonymes, voir Première chaîne.
La Première chaîne ou Pirveli arkhi (en géorgien : პირველი არხი), souvent abrégé 1TV, est une chaîne de télévision géorgienne détenue par Radio télévision publique géorgienne, lancée en 1956.

## Histoire

### Identité visuelle

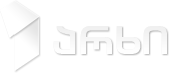
Logo de la Première chaîne de 2010 à 2013
Logo de la Première chaîne depuis 2016

## Programmation
La Première chaîne offre une programmation généraliste avec des séries, des divertissements, de l'information et des évènements spéciaux tels que les Jeux olympiques, le Concours Eurovision de la chanson et sa déclinaison junior.